# (38669) Michikawa
Pour les articles homonymes, voir Michikawa.
(38669) Michikawa est un astéroïde de la ceinture principale.

## Description
(38669) Michikawa est un astéroïde de la ceinture principale. Il fut découvert le 3 août 2000 au Bisei Spaceguard Center par le programme BATTeRS. Il présente une orbite caractérisée par un demi-grand axe de 2,93 UA, une excentricité de 0,09 et une inclinaison de 16,1° par rapport à l'écliptique.

## Compléments